# Elisha M. Pease
Elisha Marshall Pease (3 de janeiro de 1812, Enfield — 26 de agosto de 1883, Lampasas) foi o 5º governador do Texas, de 21 de dezembro de 1853 a 21 de dezembro de 1857. Também foi o 13º governador texano, de 8 de junho de 1867 a 30 de setembro de 1869. Foi o primeiro republicano a governar o Texas.